# Кубок Ірландії з футболу 2013
Кубок Ірландії з футболу 2013 — 93-й розіграш кубкового футбольного турніру в Ірландії. Переможцем вп'яте став Слайго Роверз.

## Перший раунд
| Команда 1         | Рахунок | Команда 2      |
| ----------------- | ------- | -------------- |
| 29 березня 2013   |         |                |
| Лейксліп Юнайтед  | 1:3     | Шериф          |
| Толка Роверс      | 2:1     | Бангор Селтік  |
| 30 березня 2013   |         |                |
| Святої Марії      | 0:1     | Фенікс         |
| Парквілла         | 1:1     | Бларні Юнайтед |
| Сент-Патрікс КЮ   | 3:2     | Кар'ю Парк     |
| 31 березня 2013   |         |                |
| Ґленвіль          | 0:0     | Бегсборо       |
| Евертон АФК       | 1:3     | Пайк Роверс    |
| 6 квітня 2013     |         |                |
| Коледж Корінтіанс | 2:1     | Ньюбрідж Таун  |

Перегравання
| Команда 1      | Рахунок | Команда 2         |
| -------------- | ------- | ----------------- |
| 5 квітня 2013  |         |                   |
| Бегсборо       | 2:3     | Ґленвіль          |
| 6 квітня 2013  |         |                   |
| Бларні Юнайтед | 2:1     | Парквілла         |
| 20 квітня 2013 |         |                   |
| Ньюбрідж Таун  | 0:1 дч  | Коледж Корінтіанс |

## Другий раунд
| Команда 1            | Рахунок | Команда 2         |
| -------------------- | ------- | ----------------- |
| 31 травня 2013       |         |                   |
| Толка Роверс         | 2:2     | Коледж Корінтіанс |
| Брей Вондерерз       | 2:0     | Мерву Юнайтед     |
| Богеміан             | 0:3     | Дрогеда Юнайтед   |
| Солтхілл Девон       | 0:2     | Шемрок Роверс     |
| Фенікс               | 0:4     | Дандолк           |
| Фінн Гарпс           | 2:1     | Вексфорд Ютс      |
| Шелбурн              | 3:0     | Бандон            |
| 1 червня 2013        |         |                   |
| Сент-Патрікс КЮ      | 3:4     | Ков Рамблерс      |
| Ґленвіль             | 0:3     | Лімерик           |
| Бларні Юнайтед       | 0:4     | Деррі Сіті        |
| Сент-Патрікс Атлетік | 4:0     | ЮКД               |
| Блубелл Юнайтед      | 2:2     | Атлон Таун        |
| Вотерфорд Юнайтед    | 0:2     | Слайго Роверз     |
| Лонгфорд Таун        | 4:0     | Пайк Роверс       |
| 9 червня 2013        |         |                   |
| Ейвондейл Юнайтед    | 1:2     | Шериф             |
| 5 серпня 2013        |         |                   |
| Корк Сіті            | 3:1     | Кілбаррак Юнайтед |

Перегравання
| Команда 1         | Рахунок | Команда 2       |
| ----------------- | ------- | --------------- |
| 4 червня 2013     |         |                 |
| Атлон Таун        | 2:3 дч  | Блубелл Юнайтед |
| 8 червня 2013     |         |                 |
| Коледж Корінтіанс | 3:0 дч  | Толка Роверс    |

## 1/8 фіналу
| Команда 1      | Рахунок | Команда 2            |
| -------------- | ------- | -------------------- |
| 23 серпня 2013 |         |                      |
| Деррі Сіті     | 0:0     | Блубелл Юнайтед      |
| Брей Вондерерз | 0:3     | Сент-Патрікс Атлетік |
| Дандолк        | 5:3     | Лімерик              |
| Фінн Гарпс     | 1:1     | Ков Рамблерс         |
| Шемрок Роверс  | 3:1     | Шериф                |
| Шелбурн        | 1:0     | Коледж Корінтіанс    |
| 24 серпня 2013 |         |                      |
| Лонгфорд Таун  | 2:3     | Дрогеда Юнайтед      |
| Слайго Роверз  | 1:0     | Корк Сіті            |

Перегравання
| Команда 1      | Рахунок | Команда 2       |
| -------------- | ------- | --------------- |
| 26 серпня 2013 |         |                 |
| Ков Рамблерс   | 0:4     | Фінн Гарпс      |
| 27 серпня 2013 |         |                 |
| Деррі Сіті     | 2:1     | Блубелл Юнайтед |

## Чвертьфінали
| Команда 1            | Рахунок | Команда 2       |
| -------------------- | ------- | --------------- |
| 13 вересня 2013      |         |                 |
| Сент-Патрікс Атлетік | 0:2     | Шемрок Роверс   |
| Шелбурн              | 1:5     | Дандолк         |
| Фінн Гарпс           | 1:1     | Дрогеда Юнайтед |
| 15 вересня 2013      |         |                 |
| Слайго Роверз        | 1:0     | Деррі Сіті      |

Перегравання
| Команда 1       | Рахунок | Команда 2  |
| --------------- | ------- | ---------- |
| 16 вересня 2013 |         |            |
| Дрогеда Юнайтед | 2:0     | Фінн Гарпс |

## Півфінали
| Команда 1       | Рахунок | Команда 2     |
| --------------- | ------- | ------------- |
| 6 жовтня 2013   |         |               |
| Дрогеда Юнайтед | 1:0     | Дандолк       |
| Слайго Роверз   | 3:0     | Шемрок Роверс |

## Фінал
| 3 листопада 2014 17:30 (EEST) |

| Дрогеда Юнайтед           | 2:3      | Слайго Роверз              |
| ------------------------- | -------- | -------------------------- |
| О'Конор 13' Бреннан 90+2' | Протокол | Норт 78', 85' Елдінг 90+4' |

| Авіва, Дублін Глядачів: 17 573 Арбітр: Пол Туайт |